# Rio Negro (Amazonas)
O rio Negro é o maior afluente da margem esquerda do rio Amazonas, na Amazônia, na América do Sul. É o sétimo maior rio do mundo em volume de água. Tem sua origem entre as bacias do rio Orinoco e Amazônica. Conecta-se com o Orinoco através do canal do Cassiquiare. Na Colômbia, onde tem a sua nascente, é chamado de rio Guainia. Seus principais afluentes são o rio Branco e o rio Vaupés. Disputa ser o começo do rio Orinoco junto com o rio Guaviare. Drena a região leste dos Andes na Colômbia. Após passar por Manaus, une-se ao rio Solimões e, a partir dessa união, este último passa a chamar-se rio Amazonas.
Todo ano, com o degelo nos Andes e a estação das chuvas na região Amazônica, o nível do rio sobe vários metros, alcançando sua máxima entre os meses de junho e julho. O pico coincide com o "verão amazônico". O nível do rio abaixa até meados de novembro, quando novamente inicia o ciclo da cheia. Em Manaus, a máxima do rio Negro vem sendo registrado há mais de cem anos, e há um quadro no Porto de Manaus com todos os registros históricos, inclusive o da maior cheia até então, ocorrida em 2012, alcançando, até 21 de maio (antes do início da vazante), a cota de 29,97 metros acima do nível do mar. Todos os rios da bacia Amazônica sofrem o mesmo fenômeno de subidas e baixas em seus níveis, comandados pelos dois maiores rios: o rio Negro e o rio Solimões (que, ao se encontrarem, abaixo da cidade de Manaus, formam o rio Amazonas). A partir de 1º de junho de 2021, esse registro foi superado, alcançando 29,98 metros , chegando, por fim, à nova máxima histórica de 30,02 metros, em 20 de junho de 2021.  

## História

### Povos nativos e colonização
O rio Negro era chamado pelos indígenas de rio Quiary, Guriguacurú ou Ueneyá.
Descoberto em 1541, pelo espanhol Francisco de Orellana, o rio Negro foi utilizado pelos espanhóis como acesso de suas colônias ao oceano Atlântico. A partir do fim do século XVI, expedições dos Países Baixos e da Inglaterra chegaram ao Norte do Brasil e colonizaram territórios ribeirinhos. Ciente das atividades dos dois países na região, a Coroa Portuguesa enviou tropas à Amazônia e expulsou os outros colonizadores, em meados do século seguinte.

### Posse portuguesa e capitania
Após tomar posse das terras, os lusitanos realizaram campanhas para o reconhecimento da área. Durante as viagens, os navegantes enfrentaram a resistência de tribos indígenas, que defendiam o território com afinco.
No século XVIII, com a presença dos jesuítas, que catequizaram os índios e ampliaram a agricultura no local, a dominação da região por Portugal foi facilitada. Em 1755, o controle foi consolidado com a criação da Capitania de São José do Rio Negro.

## Geografia

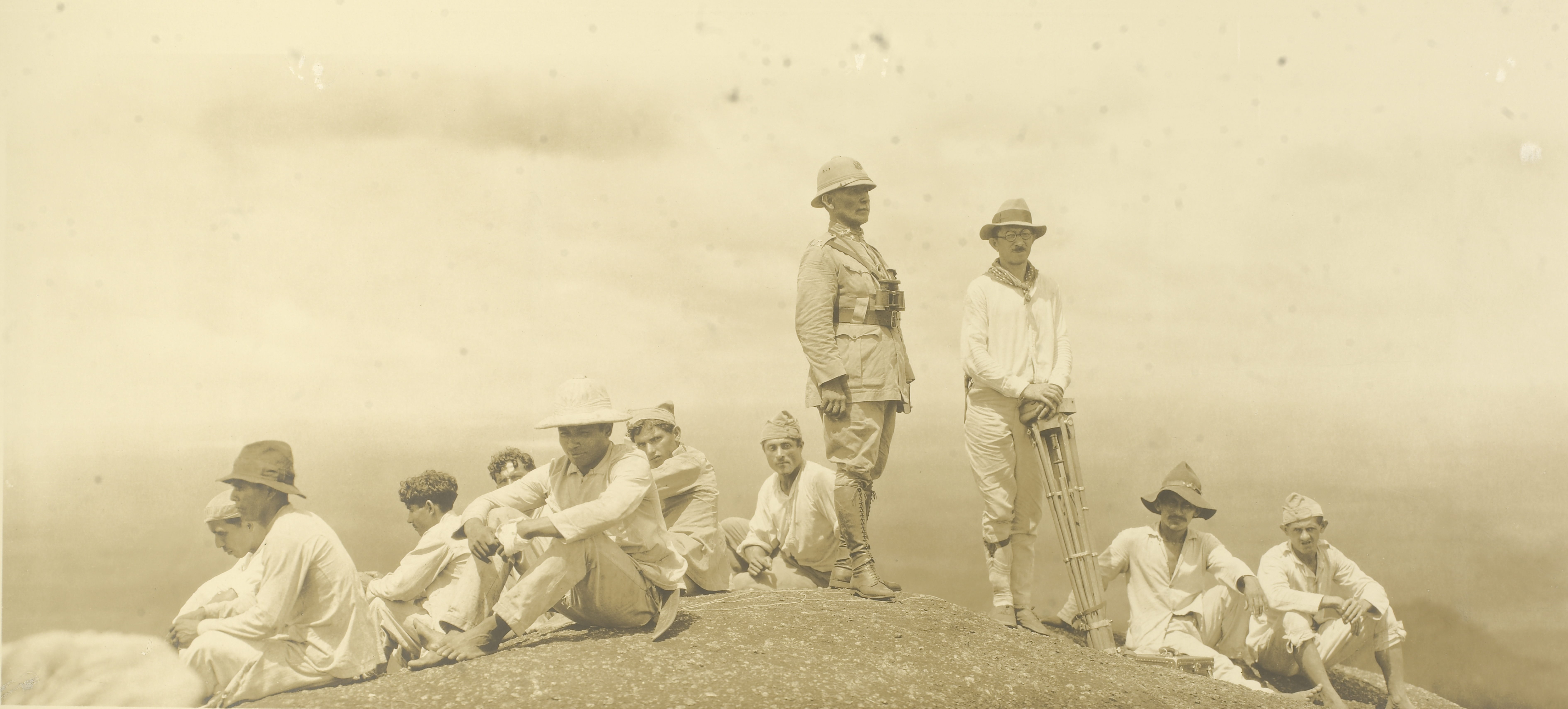
Marechal Rondon e sua equipe na Pedra do Cucuí (1929).

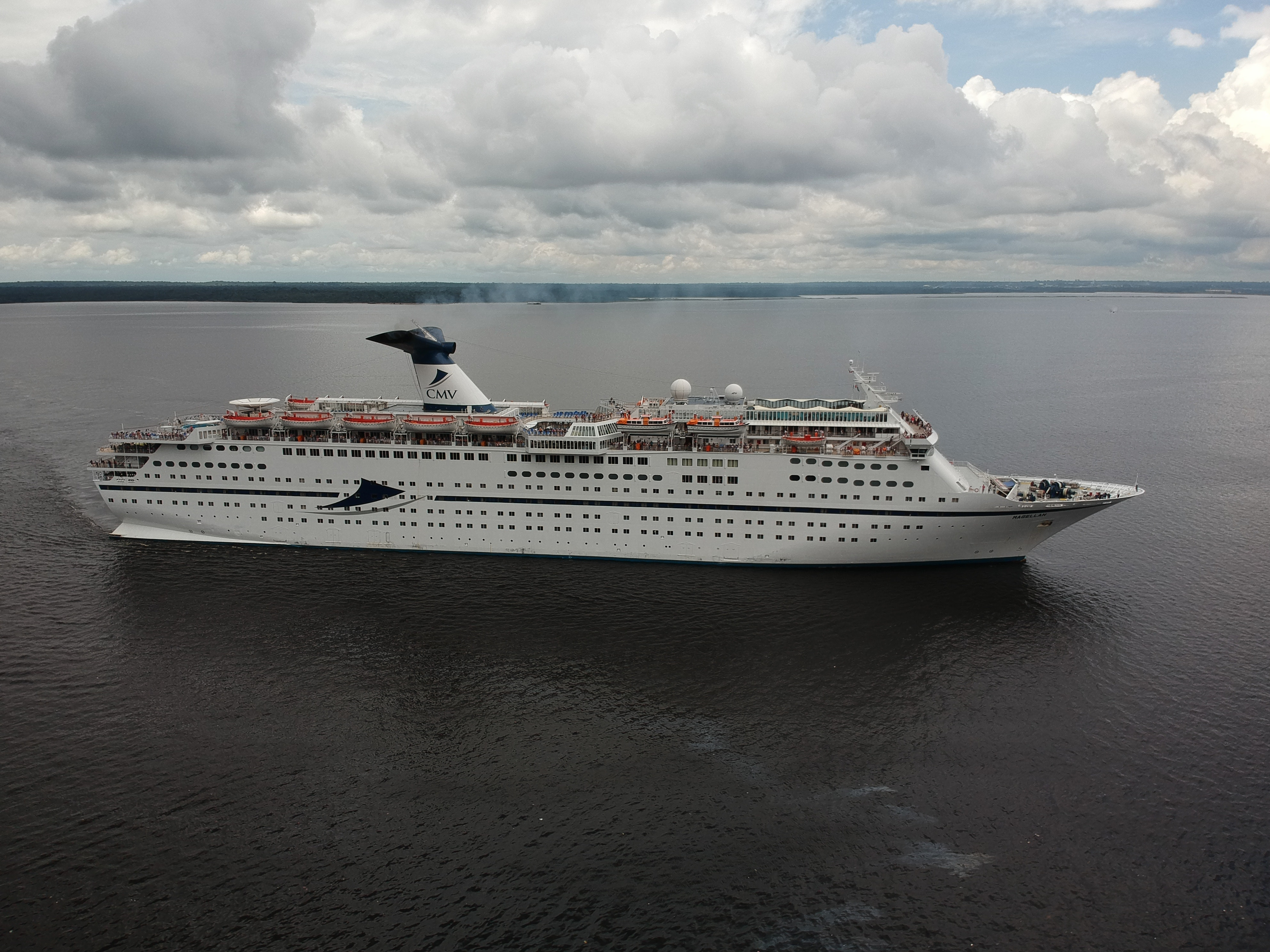
Navio cruzeiro no rio Negro. Todos os anos a cidade de Manaus recebe um grande número de turistas estrangeiros.

O rio Negro nasce na Colômbia, onde é conhecido como rio Guainía, que flui na direção leste-nordeste. Após cerca de 400 km, o rio vira para o sudeste e passa a formar a fronteira entre o departamento de Guainía da Colômbia e o estado do Amazonas, na Venezuela, e chega à Piedra del Cocuí, uma formação rochosa ígnea da era pré-cambriana, parte do Escudo das Guianas, que serve de triple fronteira. Desde ai, entra no Brasil pela localidade de Cucuí, um distrito de São Gabriel da Cachoeira, no Amazonas.
Na Missão Boa Vista o rio Içana se junta ao Rio Negro e na localidade de São Joaquim o rio Uaupés, que também desagua pelo lado direito. O Rio Negro agora vira marcadamente para o leste. Após, o rio Marié entra no Rio Negro, e o rio continua seu curso para leste formando muitas ilhas grandes e tornando-se muito amplo em vários locais. Passa por Santa Isabel do Rio Negro. Próximo ao Carvoeiro, o último grande afluente do rio Negro, o rio Branco se junta ao Negro, que toma um curso mais sudeste, tornando-se muito largo em muitos trechos antes de atingir a cidade de Manaus. Abaixo do Parque Nacional de Anavilhanas encontra o rio Solimões para formar o rio Amazonas, criando o fenômeno conhecido como Encontro das águas.
O rio Negro é navegável por 720 quilômetros acima de sua foz e pode chegar a ter um mínimo de 1 metro de profundidade em tempo de seca, com muitos bancos de areia e outras dificuldades menores. Na estação das chuvas, transborda, inundando as regiões ribeirinhas em distâncias que vão de 32 km até 640 km.

### Afluentes
Os principais afluentes pela margem esquerda são:
- Rio Padauri
- Rio Demeni
- Rio Jaçari
- Rio Branco
- Rio Jauaperi
- Rio Camamanau

Os principais afluentes pela margem direita são:
- Rio Içana
- Rio Uaupés
- Rio Curicuriati
- Rio Caurés
- Rio Unini
- Rio Jaú

## Encontro das águas

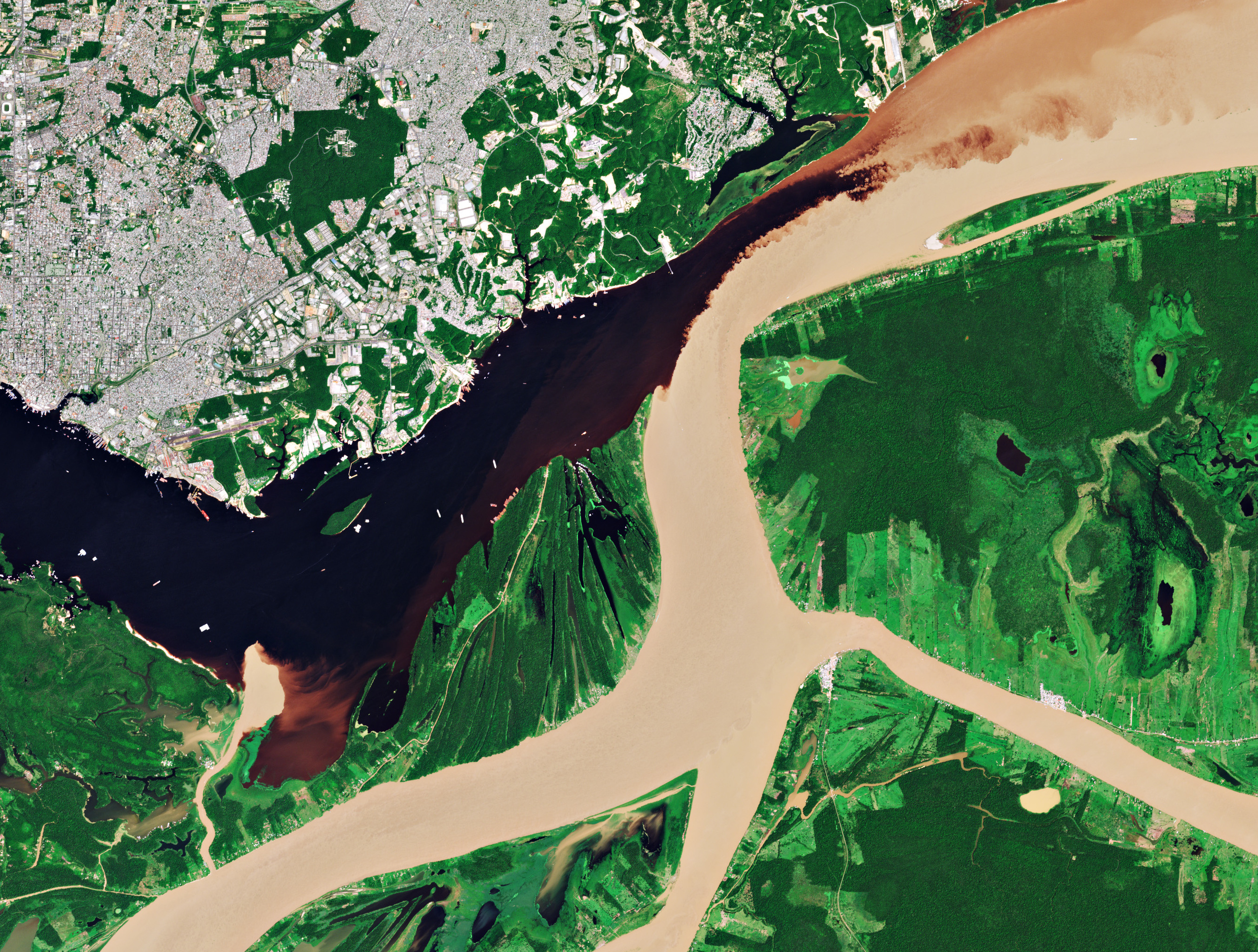
Imagem de satélite da cidade de Manaus mostrando o encontro das águas escuras do rio Negro com as águas barrentas do rio Solimões.

O encontro das águas é um fenômeno que acontece na confluência entre o rio Negro, de água preta, e o rio Solimões, de água barrenta, onde as águas dos dois rios correm lado a lado sem se misturar por uma extensão de mais de 6 km. É uma das principais atrações turísticas da cidade de Manaus.
Esse fenômeno acontece em decorrência da diferença entre a temperatura e densidade das águas e, ainda, à velocidade de suas correntezas: o rio Negro corre cerca de 2 km/h a uma temperatura de 28°C, enquanto que o Rio Solimões corre de 4 a 6 km/h a uma temperatura de 22°C.

## Importância econômica

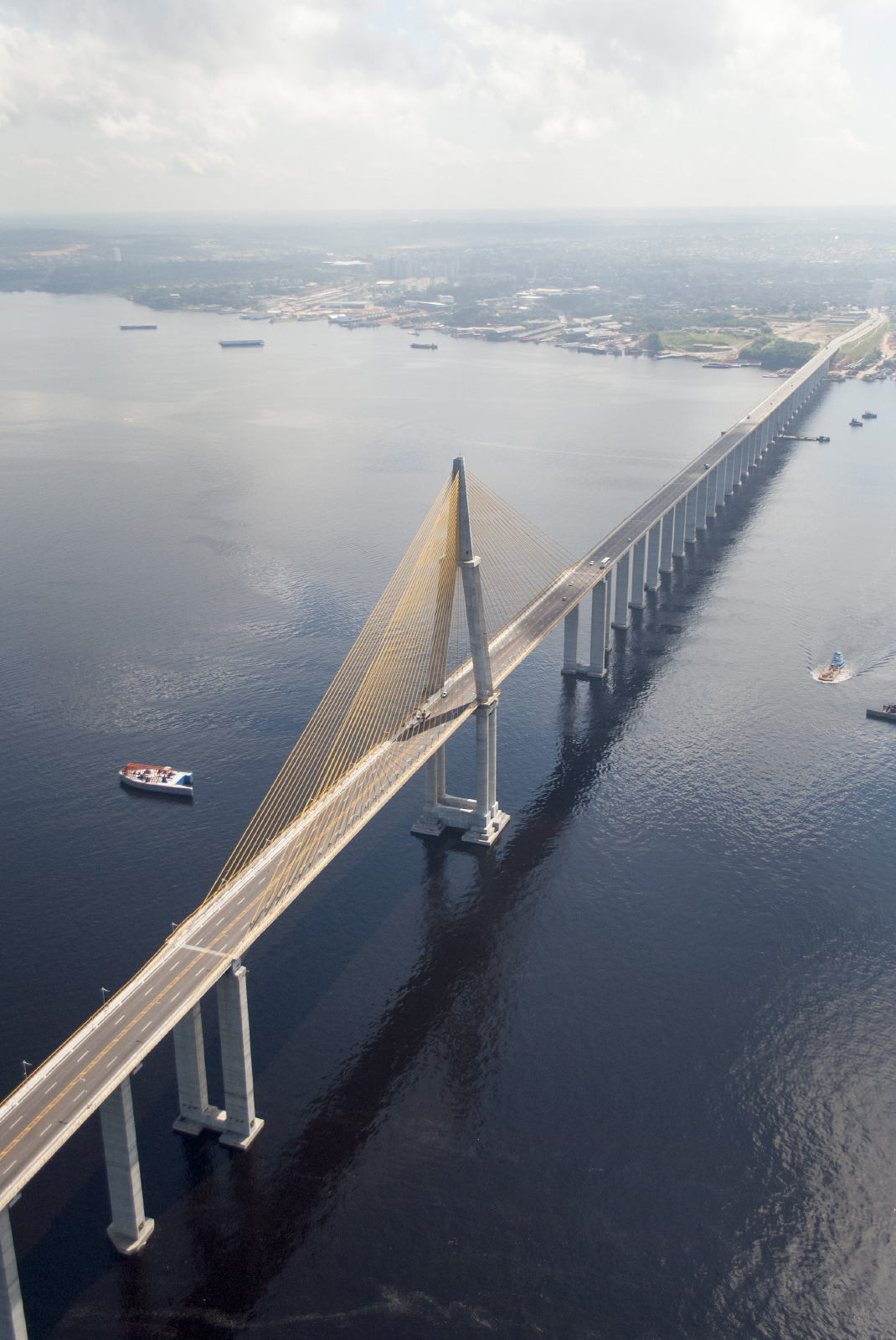
Ponte Rio Negro, atualmente a maior ponte estaiada do Brasil, com 3,6 km de extensão.

Com a independência do Brasil, em 1822, o curso d’água manteve sua importância. Além de delimitar o território nacional, o rio foi fundamental para a criação de uma identidade nacional entre as populações indígenas que vivem nos seus arredores.
Nas décadas seguintes, foi implantada a navegação a vapor, otimizando o transporte dos produtos extraídos na floresta. O rio Negro mantém papel crucial na infraestrutura e no desenvolvimento da Região Norte. O curso d’água também é utilizado para o transporte de passageiros e é destino turístico, principalmente para os praticantes da pesca esportiva.

### Ponte Jornalista Phelippe Daou
Inaugurada em 24 de outubro de 2011, é a única ponte que atravessa o trecho brasileiro do rio Negro, sendo considerada como a maior ponte fluvial e estaiada do Brasil, com 3,6 quilômetros de extensão (3 595 metros). Ela conecta Manaus ao município de Iranduba e tem significativa importância econômica e social para os municípios da Região Metropolitana de Manaus.